# Nicolien Van Bellen
Nicolien Van Bellen (22 augustus 2001) is een Belgisch volleybalster.

## Levensloop
Van Bellen was actief bij de C-ploeg (2e provinciale) van Asterix Kieldrecht. Na de fusie met Avo Melsele maakte ze mee de overstap naar opvolger Asterix Avo Beveren, waar ze tot 2016 deel uitmaakte van de B-ploeg. Met Asterix won ze tweemaal de landstitel (2018 en 2019) en eenmaal de Beker van België (2018). Ook won de met deze ploeg tweemaal de Supercup (2017 en 2018). Vervolgens ging ze aan de slag bij JTV Zele-Berlare.
Daarnaast is ze actief in het beachvolleybal en is ze jeugdcoach bij Asterix Avo Beveren.